# عزلة بني مكار (المحويت)

تعديل مصدري - تعديل

عزلة بني مكار هي إحدى عزل مديرية ملحان في محافظة المحويت اليمنية ويبلغ تعداد سكانها 1618 نسمة حسب التعداد السكاني في اليمن لعام 2004.

## روابط خارجية
- الجهاز المركزي للإحصاء بالجمهورية اليمنية
- المركز الوطني للمعلومات باليمن
- World Gazetteer:Yemen
- الدليل الشامل